# Friidrott vid panamerikanska spelen 1991

Tävlingarna i friidrott vid panamerikanska spelen 1991 hölls i  Havanna, Kuba  2 – 18 augusti 1991.

## Resultat

### Herrar
100 meter

1 Robson da Silva,  Brasilien,  10,32 

2 Andre Cason, USA,  10,35 

3 Jeff Williams, USA,  10,48

200 meter
  
1 Robson da Silva, Brasilien,  20,15 

2 Kevin Little, USA,  20,63 

3 Félix Stevens, Kuba,  20,76

400 meter
  
1 Roberto Hernández, Kuba,  44,52 

2 Ian Morris, Trinidad och Tobago,  45,24 

3 Jeff Reynolds, USA,  45,81

800 meter
  
1 Ocky Clark, USA,  1.46,91 

2 Terril Davis, USA,  1.46,99 

3 Tommy Asinga, Surinam,  1.47,24

1 500 meter
  
1 José Valente, Brasilien,  3.42,90 

2 Bill Burke, USA,  3.43,04 

3 Dan Bertoia, Kanada, 3.43,71

5 000 meter
  
1 Arturo Barrios, Mexiko, 13.34,67 

2 Ignacio Fragoso, Mexiko, 13.35,83
  
3 Antonio Silio, Argentina, 13.45,15

10 000 meter
  
1 Martín Pitayo, Mexiko, 29.45,49 

2 Ángel Rodríguez, Kuba,  29.54,41 

3 Juan Jesús Linares, Kuba,  30.09,58

Maraton
  
1 Alberto Cuba, Kuba,  2:19.27
  
2 José Santana, Brasilien,  2:19.29
  
3 Radamés González, Kuba, 2:23.05

3 000 meter hinder
  
1 Adauto Domingues, Brasilien,  8.36,01
  
2 Ricardo Vera, Uruguay,  8.36,83
  
3 Juan Ramón Conde, Kuba,  8.37,53

110 meter häck
  
1 Cletus Clark, USA,  13,71
  
2 Alexis Sánchez, Kuba,  13,76
  
2 Elbert Ellis, USA, 13,89

400 meter häck
 
1 Eronilde de Araújo, Brasilien,  49,96
  
2 McClinton Neal, USA,  50,05
  
3 Torrance Zellner, USA,  50,21

Höjdhopp

1 Javier Sotomayor, Kuba,  2,35
  
2 Troy Kemp, Bahamas,  2,32
  
3 Hollis Conway,  USA,  2,32

Längdhopp

1 Jaime Jefferson, Kuba,  8,26 

2 Llewellyn Starks, USA,  8,01
 
3 Iván Pedroso, Kuba,  7,96

Stavhopp

1 Pat Manson, USA,  5,50
  
2 Doug Wood, Kanada, 5,35
  
3 Ángel García, Kuba,  5,20

Tresteg

1 Yoelbi Quesada, Kuba,  17,06 

2 Anísio Silva, Brasilien, 16,72 

3 Wendell Lawrence, Bahamas, 16,69

Kula

1 Gert Weil, Chile,  19,47 

2 Paul Ruiz, Kuba,  19,30 

3 C.J. Hunter, USA,  19,08

Diskus

1 Anthony Washington, USA,  65,04 

2 Roberto Moya, Kuba,  63,92
  
3 Juan Martínez, Kuba,  63,52

Slägga

1 Jim Driscoll, USA,  72,78
  
2 Jud Logan, USA,  70,32
  
3 René Díaz, Kuba,  68,36

Spjut

1 Ramón González, Kuba,  79,12
  
2 Mike Barnett, USA,  77,40
  
3 Luis Lucumí, Colombia,  77,38

Tiokamp

1 Pedro da Silva, Brasilien,  7 762 

2 Eugenio Balanqué, Kuba 7 726 

3 Sheldon Blockburger, USA,  7 363

Gång 20 kilometer 

1 Héctor Moreno, Colombia, 1:24.56 

2 Joel Sánchez, Mexiko,  1:25.45 

3 Marcelo Moreira, Brasilien,  1:26.42

Gång 50 kilometer

1 Carlos Mercenario, Mexiko,  4:03.09 

2 Miguel Rodríguez, Mexiko,  4:04.06
  
3 Edel Oliva, Kuba,  4:16.27

4 x 100 meter
  
1 Kuba,  39,08 

2 Kanada,  39,95
  
3 US Virgin Islands,  41,02

4 x 400 meter
  
1 Kuba,  3.01,93 

2 USA,  3.02,02 

3 Jamaica,  3.02,12 

### Damer
100 meter

1 Liliana Allen, Kuba,  11,39

2 Chryste Gaines, USA,  11,46
  
3 Beverly McDonald, Jamaica,  11,52

200 meter
  
1 Liliana Allen, Kuba,  23,11

2 Ximena Restrepo, Colombia,  23,16 

3 Merlene Frazer, Jamaica,  23,48

400 meter

1 Ana Fidelia Quirot, Kuba,  49,61

2 Ximena Restrepo, Colombia,  50,14 

3 Jearl Miles, USA,  50,82

800 meter

1 Ana Fidelia Quirot, Kuba,  1.58,71

2 Alisa Hill, USA,  1.59,99
  
3 Celeste Halliday, USA,  2.01,41

1 500 meter
  
1 Alisa Hill, USA,  4.13,12

2 Letitia Vriesde, Surinam,  4.16,75
  
3 Sarah Howell, Kanada,  4.17,55

3 000 meter
  
1 Sabrina Dornhoefer, USA, 9.16,15

2 María del Carmen Díaz, Mexiko,  9.19,05
  
3 Carmen Oliveira, Brasilien,  9.19,18

10 000 meter
  
1 María del Carmen Díaz, Mexiko,  34.21,13

2 Lisa Harvey, Kanada,  34.25,52
  
3 María Luisa Servín, Mexiko,  34.55,94

Maraton

1 Olga Appell, Mexiko,  2:43.36

2 Maribel Durruty, Kuba,  2:46.04
  
3 Emperatriz Wilson, Kuba,  2:48.48

100 meter häck
  
1 Aliuska López, Kuba,  12,99

2 Odalys Adams, Kuba,  13,06
  
3 Arnita Myricks, USA,  13,23

400 meter häck
  
1 Lency Montelier, Kuba,  57,34

2 Deon Hemmings, Jamaica,  57,54 

3 Tonja Buford, USA,  57,81

Höjdhopp

1 Ioannet Quintero, Kuba,  1,88

2 María del Carmen García, Kuba,  1,85
  
3 Jan Wohlschlag, USA,  1,80

Längdhopp

1 Diane Guthrie-Gresham, Jamaica,  6,64

2 Eloína Echevarría, Kuba,  6,60w
  
3 Julie Bright, USA,  6,53w

Kula

1 Belsis Laza, Kuba,  18,87

2 Connie Price-Smith, USA,  18,30 

3 Ramona Pagel, USA,  17,76

Diskus

1 Bárbara Hechevarría, Kuba,  63,50

2 Hilda Ramos, Kuba,  63,38
  
3 Lacy Barnes, USA,  60, 32

Spjut

1 Dulce García, Kuba,  64,78

2 Donna Mayhew, USA, 58,44
  
3 Herminia Bouza, Kuba,  56,70

Sjukamp

1 DeDee Nathan, USA,  5 778

2 Sharon Hainer, USA,  5 770
  
3 Magalys García, Kuba,  5 690

Gång 10 000 meter bana

1 Graciela Mendoza, Mexiko,  46.41,56

2 Debbi Lawrence, USA,  46.51,53 

3 Maricela Chávez, Mexiko,  47.44,73

4 x 100 meter
  
1 Jamaica,  43,79

2 Kuba,  44,31
  
3 USA,  44,62

4 x 400 meter
  
1 USA,   3.24,21

2 Kuba,  3.24,91
  
3 Jamaica,  3.28,33

## Medaljfördelning
| Place | Nation              |    |    |    | Total |
| ----- | ------------------- | -- | -- | -- | ----- |
| 1     | Kuba                | 18 | 12 | 12 | 42    |
| 2     | USA                 | 9  | 15 | 16 | 40    |
| 3     | Mexiko              | 6  | 4  | 2  | 12    |
| 4     | Brasilien           | 6  | 2  | 2  | 10    |
| 5     | Jamaica             | 2  | 1  | 4  | 7     |
| 6     | Colombia            | 1  | 2  | 1  | 4     |
| 7     | Chile               | 1  | 0  | 0  | 1     |
| 8     | Kanada              | 0  | 3  | 2  | 5     |
| 9     | Surinam             | 0  | 1  | 1  | 2     |
|       | Bahamas             | 0  | 1  | 1  | 2     |
| 11    | Uruguay             | 0  | 1  | 0  | 1     |
|       | Trinidad och Tobago | 0  | 1  | 0  | 1     |
| 13    | US Virgin Islands   | 0  | 0  | 1  | 1     |
|       | Argentina           | 0  | 0  | 1  | 1     |